# Давні храми та каменоломні Азії
Давні храми та каменоломні Азії

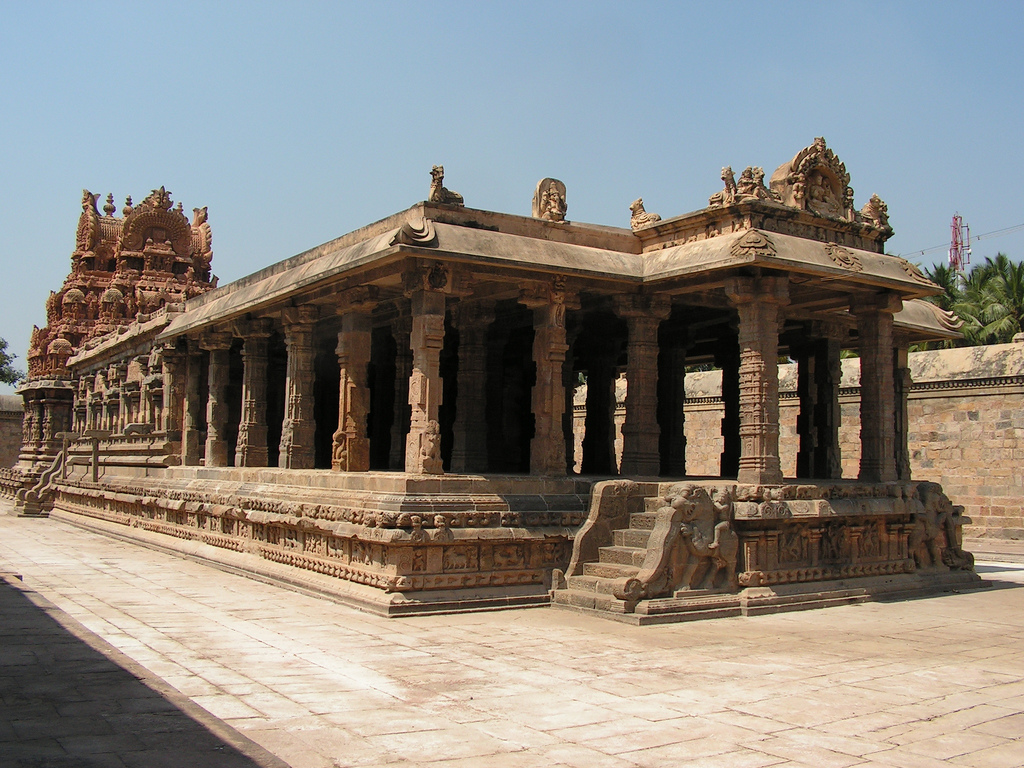
Дарасурам

Унікальні технології видобування, транспортування і обробки каменю є в різних культурах і в різних народів, практично на всій земній кулі. Серед найбільш видатних споруд Азії вражає монументальністю комплекс храмів доби правління індійської династії Чола, розташований у Дарасурамі (Південна Індія). Один з найвеличніших храмів комплексу Брахідеешварар споруджено між 1003 і 1010 рр. Оточений двома стінами, що мають у плані форму квадрата, цей храм побудований із гранітних блоків і частково із цегли та увінчаний пірамідальною 13-ярусною вежею — «віманою», що має висоту 61 м, з монолітом-цибулинкою на вершині. Стіни храму щедро прикрашені скульптурою. Найближчі каменоломні розташовувались за декілька кілометрів від храму й саме доставлення цих брил до місця будівництва було для прадавніх будівельників грандіозним завданням. Досить сказати, що довжина найбільшого блоку становить 7,8 м, а його вага — близько 80 т.
Зважаючи на складність ламання й транспортування подібних каменів, величні храмові комплекси в Індії утворювали безпосередньо з гірських масивів, поверхню яких обробляли з мистецькою майстерністю, а в середині вирубали вражаючі склеписті камери . Під час будівництва храмів гірський масив ставав потужною каменоломнею, яка повністю забезпечувала потреби в каменю навколишніх регіонів. Серед найбільш відомих храмових комплексів виділяють Аджанту (29 печерних споруд, вирубаних у III—VII ст.) і Еллор (34 печерні храми VI—IX ст.). Усі вони були споруджені в штаті Махараштра (Центральна Індія).
Ще один промовистий приклад «кам'яних технологій» у Азії — храмовий комплекс XII ст. у Камбоджі — Ангкор-Ват (кхмерською «місто-храм», який був побудований у першій половині XII ст. Зовнішню стіну збудовано з латериту, використовувався також лімоніт, а сам храм майже повністю побудовано з пісковику. Вага блоків, використаних для побудови, сягала 4 т; каналами їх транспортували з кар'єрів, розташованих на відстані 40 км на північний захід від храму. Підраховано, що об'єм використаного каміння (близько 5 млн т), близький до витраченого на будівництво піраміди Хефрена у Гізі. Для того, аби блоки пісковику можна було щільно підігнати один до одного, їх поверхню ретельно обробляли, що дозволяло не використовувати жодних будівельних розчинів. Храм був споруджений менш ніж за 40 років. Ураховуючи масштаби необхідних будівельних матеріалів, витрати часу на їх транспортування, обробку та зведення, строк будівництва видається надзвичайно стислим для рівня тогочасної техніки.